# Escudo de armas de la Federación de Bosnia y Herzegovina
El escudo de armas de la Federación de Bosnia y Herzegovina fue el escudo oficial de esta entidad supranacional desde el 5 de noviembre de 1996 hasta el 31 de marzo de 2007, cuando la Corte Constitucional de Bosnia y Herzegovina decretó como inconstitucionales todos los símbolos de la federación. El fondo verde y las flores de lis doradas representan a los bosníacos, mientras que el escudo jaquelado representaba los bosniocroatas. Las diez estrellas dispuestas en un círculo representan los 10 cantones de la federación, a pesar de que había una gran semejanza con la bandera de la Unión Europea. La entidad de la federación es parte del Estado de Bosnia y Herzegovina, que tenía su propio escudo de armas, mientras que la otra entidad de la República Srpska también tenía su escudo de armas.